# Cantons de la Val-d'Oise
Els cantons de la Val-d'Oise (Illa de França) són 21 i s'agrupen en tres districtes. Fins al 2015 hi havia 39.

## 1985 - 2015

Cantons de Val d'Oise segons circumscripcions electorals de 2012

- Districte d'Argenteuil (7 cantons - sotsprefectura: Argenteuil) :
cantó d'Argenteuil-Est - cantó d'Argenteuil-Nord - cantó d'Argenteuil-Oest - cantó de Bezons - cantó de Cormeilles-en-Parisis - cantó d'Herblay - cantó de Sannois

- Districte de Pontoise (17 cantons - sotsprefectura: Pontoise) :
cantó de Beauchamp - cantó de Beaumont-sur-Oise - cantó de Cergy-Nord - cantó de Cergy-Sud - cantó d'Eaubonne - cantó d'Ermont - cantó de Franconville - cantó de l'Hautil (amb cap a Jouy-le-Moutier) - cantó de l'Isle-Adam - cantó de Magny-en-Vexin - cantó de Marines - cantó de Pontoise - cantó de Saint-Leu-la-Forêt - cantó de Saint-Ouen-l'Aumône - cantó de Taverny - cantó de Vallée-du-Sausseron (amb cap a Auvers-sur-Oise) - cantó de Vigny

- Districte de Sarcelles (15 cantons - sotsprefectura: Sarcelles) :
cantó de Domont - cantó d'Écouen - cantó d'Enghien-les-Bains - cantó de Garges-lès-Gonesse-Est - cantó de Garges-lès-Gonesse-Oest - cantó de Gonesse - cantó de Goussainville - cantó de Luzarches - cantó de Montmorency - cantó de Saint-Gratien - cantó de Sarcelles-Nord-Est - cantó de Sarcelles-Sud-Oest - cantó de Soisy-sous-Montmorency - cantó de Viarmes - cantó de Villiers-le-Bel

Aquest departament és un cas particular a França, ja que la prefectura del departament se situa a Cergy, dins del districte de Pontoise, per tant, aquí la prefectura no és el cap d'un districte.

## 2015
Una nova redistribució territorial va ser definida per decret del 17 de fenrer de 2014, per al departament de Sena Saint-Denis, que va entrar en vigor en el moment de la primera renovació general d'assemblearis departamentals després d'aquest decret, qüestió que va passar al març de 2015.
Es va reduir de 39 a 21 cantons.
- Argenteuil-1
- Argenteuil-2
- Argenteuil-3
- Cergy-1
- Cergy-2
- Deuil-la-Barre
- Domont
- Ermont
- Fosses
- Franconville
- Garges-lès-Gonesse
- Goussainville
- Herblay
- L'Isle-Adam
- Montmorency
- Pontoise
- Saint-Ouen-l'Aumône
- Sarcelles
- Taverny
- Vauréal
- Villiers-le-Bel